# Croton bispinosus
Espèce
Croton bispinosus est une espèce de plantes à fleurs du genre Croton et de la famille des Euphorbiaceae, présente à Cuba (en incluant l'Isla de la Juventud).
Il a pour synonyme :
- Croton fulvus, A.Rich., 1850